# Roxana Nahir Reyes
Roxana Nahir Claudia Reyes (Río Gallegos, 21 de diciembre de 1965) es una abogada y política argentina de la Unión Cívica Radical, que se desempeña como diputada nacional por la provincia de Santa Cruz desde 2017.

## Biografía
Nació en 1965 en la capital de la provincia de Santa Cruz, Río Gallegos. Estudió derecho en la Universidad de Belgrano, donde se graduó en 1990. Es copropietaria del estudio de abogados Reyes y Reyes desde 1991.
En las elecciones provinciales de 2015, fue elegida a la Cámara de Diputados de la Provincia de Santa Cruz, como parte de la lista de Unión para Vivir Mejor (Cambiemos) por el distrito provincial. En las elecciones legislativas de 2017, fue candidata a diputada nacional, ocupó el primer lugar en la lista Unión para Vivir Mejor-Cambiemos en Santa Cruz. Su lista fue la más votada en las generales con el 43,91% de los votos; Reyes fue elegida junto con el segundo candidato, Antonio Carambia.
Preside la Comisión de Familias, Niñez y Juventudes e integra como vocal las comisiones de las Personas Mayores; de Energía y Combustibles; de Legislación General; de Intereses Marítimos, Fluviales, Pesqueros y Portuarios; de Minería; y de Pequeñas y Medianas Empresas.
Votó en contra del proyecto de ley de interrupción voluntaria del embarazo de 2018. Sin embargo, en 2020, cuando se presentó de nuevo un proyecto de ley similar, votó a favor. Su presencia en esta segunda ocasión fue destacada por los medios de comunicación, ya que insistió en emitir su voto a pesar de estar de licencia debido al reciente fallecimiento de uno de sus hijos.